# 功勞
功勞，舊稱菅林埔、功勞埔，是台灣宜蘭縣壯圍鄉的一個傳統地域名稱，位於該鄉西部偏北。相較於今日行政區，其範圍大致與功勞村相近。

## 歷史
台灣清治末期，功勞地區為一街庄，稱為「功勞庄」，隸屬於民壯圍堡。該庄北邊西段與五間庄為鄰，北邊東段及東邊北段與古亭笨庄為鄰，東邊南段與十三股庄為鄰，南與壯六庄為鄰，西南邊為七張庄。
1901年（日治明治三十四年）11月，廢縣廳改設二十廳，該庄隸屬於宜蘭廳，編入第十六區。1905年（明治三十八年）7月，該區改名「民壯圍區」。1909年（明治四十二年）10月，合併二十廳為十二廳，該庄仍隸屬於宜蘭廳。1920年（大正九年），廢十二廳改設五州二廳，該庄改制為「功勞」大字，隸屬於臺北州宜蘭郡壯圍庄，大字下有「功勞」、「羅罕」小字名。
戰後壯圍庄改制為壯圍鄉，隸屬於臺北縣，大字亦改制為村。1950年10月，北、基、宜分治，壯圍鄉改隸屬於宜蘭縣。

## 聚落
本地區發展較早的聚落有功勞、羅罕等，在日治期初期的官方地圖上已有記載。此外，本地區尚有龍君聚落。

## 交通
國道5號又稱「北宜高速公路」，是橫跨台灣東西部的高速公路，大致以北向南轉北北東—南南西走向蜿蜒經過功勞地區西北部。境內未設交流道，北側最近的是省道台9線交會口南邊的頭城交流道，南側最近的是省道台7線交會口的宜蘭交流道。由該道路向北可前往礁溪、頭城西南部、坪林、石碇、南港並止於國道3號南港系統交流道，向南可前往宜蘭、羅東、蘇澳等地。
縣道191號（美功路一段）是頂埔至宜蘭的道路，在本地區路段大致與國道5號不行並位於其東側不遠處。由該道路向北北東可前往五間東部、抵美、踏踏、茅埔、五股、大塭、二圍東南端、中崙、頂埔並止於省道台2庚線路口，向南南西可前往七張、壯七並止於宜蘭市區東側的省道台7線路口。
縣道192號（大福路三段）是礁溪龍潭至大福的道路，大致以西南—東北走向蜿蜒經過本地區西北部邊界外不遠處。由該道路向西南可前往辛子罕、一結南部、大坡龍潭並止於梅洲二路路口，向東北可前往土圍、車路頭、大福地區北部並止於省道台2線路口。
鄉道宜9線（中央路三段）是社頭至南興的道路，大致以北北東—南南西走向經過本地區東部。由該道路向北北東可前往古亭笨、大福地區南部並止於省道台2線路口，向南南西可前往壯六西北部、壯圍市區、美福、南興並止於鄉道宜16線路口。
鄉道宜10線（功勞路、順和路）是七張至過嶺的道路，大致以西南西—東北東走向轉西向東再轉西北西—東南東走向經過本地區中部。由該道路向西南西可前往七張並止於縣道191號路口，向東南東可前往十三股、過嶺並止於省道台2線路口。

## 學校
- 中道高中